# Brevet d'enseignement
Au Québec, le brevet d'enseignement est l'autorisation qui permet à un enseignant d'enseigner de façon permanente dans une école du Ministère de l'Éducation du Québec, après avoir obtenu un diplôme en enseignement reconnu par le gouvernement et après avoir complété un stage de plusieurs centaines d'heures de cours. Il existe aussi d'autres conditions comme l'attestation de documents personnels et la vérification d'antécédents judiciaires.

## Caractère permanent du brevet
Puisqu'il n'existe pas d'ordre professionnel des enseignants au Québec, le brevet d'enseignement n'est pas l'équivalent d'un agrément professionnel, lequel serait contrôlé par un comité de surveillance d'actes professionnels. Dans les faits, le brevet a un caractère permanent et il est très difficile en vertu des règles actuelles de déloger un enseignant jugé incompétent, ce qui n'arrive qu'exceptionnellement.

## Enseignants sans brevet
Dans certains cas, des enseignants sans brevet peuvent recevoir une autorisation provisoire d'enseigner qui est renouvelable d'année en année auprès du ministère. Dans un contexte de pénurie d'enseignants au Québec, des commissions scolaires offrent des cours pour la formation d'individus sans brevet. En raison de l'exigence formelle de stage, certains enseignants sans brevet passent de nombreuses années à enseigner sans jamais obtenir une reconnaissance officielle du gouvernement.